# Heinrich II. (Berchtesgaden)
Heinrich war als Heinrich II. von 1217 bis 1231 Propst des Klosterstifts Berchtesgaden.

## Leben und Wirken
Vor seiner Wahl zum Propst des Klosterstifts Berchtesgaden war Heinrich dort einer der Kanoniker und sein Kellermeister. Bereits 1213 war er in das Amt des Propstes von Hall berufen worden, nachdem Propst Pabo von St. Zeno mit seinem Diener eine Klamm in Gastein abgestürzt war. Allerdings dankte er schon nach vier Monaten wieder ab und kehrte nach Berchtesgaden zurück, da er das Kloster St. Zeno „in großer Zerrüttung“ vorgefunden hatte.
Seit 1217 Stiftspropst von Berchtesgaden profitierte er von dem 1156 ausgestellten „Freiheitsbrief“ des Kaisers Friedrich Barbarossa, der dem Berchtesgadener Klosterstift die Forsthoheit gewährte, sowie von der eigenmächtigen Erweiterung dieser „Goldenen Bulle“ im Jahr 1180 durch seinen Vorgänger Propst Friedrich I. um die Schürffreiheit auf Salz und Metall. Dank der seit 1194 gültigen „Magna Charta der Berchtesgadener Landeshoheit“ vermochte er zudem als Landes- und Gerichtsherr nicht nur die niedere, sondern auch die hohe Gerichtsbarkeit auszuüben. Und seit 1209 war den Berchtesgadener Pröpsten durch Papst Innozenz III. das Recht der freien Jurisdiktion über alle Laien innerhalb des päpstlichen Immunitätsgebietes bestätigt worden. Das Verhandlungsgeschick seines Vorgängers Friedrich II. konnte zwar nicht verhindern, dass die Domherren ab 1211 zu beiden Seiten der Berchtesgadener Ache bis Schellenberg Holz zum Salzsieden schlagen durften, doch immerhin wurden die Eigentumsrechte insofern gewahrt, als das Salzburger Domkapitel dafür jährlich zwei Goldstücke, der Erzbischof selbst ein Talent an das Stift Berchtesgaden zu entrichten hatten.
Während Heinrichs Regentschaft durften sich die Einwohner Berchtesgadens „ohne Anfrage“ nur mit Nonnbergs und St.Peters eigenen Leuten verheiraten, also nur untereinander heiraten. Der Konflikt in Bayern zwischen Welfen und Hohenstaufen wurde auch auf den Besitzungen des Stiftes ausgetragen. So hatte der Ritter Heinrich von Ramsau unter anderem den Gütern zu Weidenbach schweren Schaden zugefügt, Conrad und andere Edelleute der Diözese Freising von Berchtesgadener Höfen Pferde und anderes geraubt. Andererseits erließ der dem Stift wohlgesinnte Salzburger Erzbischof Eberhard von Regensberg alle Kosten für dessen Residenz Berchtesgadener Hof in Salzburg.